# Albert Jenks
Albert Ernest Jenks (28 novembre 1869 - 6 juin 1953) est un anthropologiste américain qui a été professeur à l'Université du Minnesota. Il est connu pour son travail d'anthropologie historique sur la culture du riz, le développement des hominidés et son identification des restes de la « femme du Minnesota », un squelette trouvé en 1931 près de Pelican Rapids et remontant à 8 000 ans.

## Biographie
Né à Ionia, dans le Michigan, il a passé un PhD en économie à l'Université du Wisconsin à Madison en 1899 avant d'être engagé en 1901 par le bureau d'ethnologie des États-Unis. Il a travaillé de 1902 à 1905 pour le gouvernement colonial américain aux Philippines. À ce titre, il a été impliqué dans l'envoi d'indigènes Bontoc Igorot de Luçon à l'Exposition universelle de 1904 à Saint-Louis (Missouri). La collection d'objets bontoc qu'il avait réunie pour l'exposition a été achetée par le Muséum américain d'histoire naturelle de New York. Albert Jenks est entré en 1906 au département de sociologie de l'Université du Minnesota. Il en a été promu professeur en 1907 et a occupé sa chaire de 1915 à 1918. À cette date, il a cofondé le département d'anthropologie de l'université, dont il a occupé la chaire jusqu'à sa retraite en 1936,.